# Josef Fořt (Politiker, 1850)

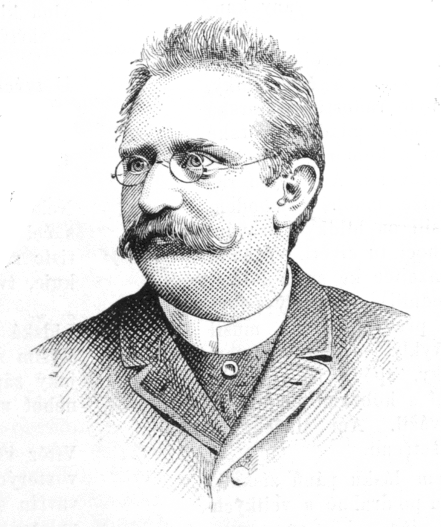
Josef Fořt

Josef Fořt (* 25. Oktober 1850 in Kly; † 11. Mai 1929 auf der Bahnfahrt von Karlsruhe nach Kehl) war ein tschechischer Journalist, Nationalökonom und Politiker in Österreich-Ungarn.

## Werdegang
Er begann das Jurastudium an der Karl-Ferdinands-Universität in Prag mit einem Schwerpunkt auf Nationalökonomie (1887 Promotion an der tschechischen Karl-Ferdinands-Universität), arbeitete als Journalist und nahm 1878 als Reserveoffizier an der Okkupation von Bosnien und Herzegowina teil. Er engagierte sich in der tschechischen Freisinnige Nationalpartei. 1878 wurde Fořt Wirtschaftsredakteur der Zeitung Národní listy in Prag. Er wechselte als Konzipist zur Prager Handels- und Gewerbekammer und stieg dort 1891 zum ersten Sekretär bzw. kaiserlichen Rat auf. Seit 1893 gehörte er dem Reichsrat an, seit 1895 wurde er auch in den böhmischen Landtag gewählt. Im November 1905 wurde er Sektionschef im Eisenbahnministerium, weshalb er seine Mandate aufgeben musste. Am 2. Juni 1906 wurde er zum k. k. Handelsminister ernannt, am 9. November 1907 trat er zurück. Dem Reichsrat gehörte er von 1907 bis 1911 und dem Landtag von 1908 bis 1913 an. 1917 wurde er in das Herrenhaus berufen. 
Seit 1910 war er Mitglied im Zentralausschuss des Tschechischen Nationalrats (Česká snárodní rada) und seit 1917 im Verwaltungsrat der Živnostenská banka in Prag. 1919 wurde er Präsident der Tschechischen Nationalökonomischen Gesellschaft (Česká společnost národohospodářská) in Prag.
1907 wurde er zum Geheimen Rat ernannt und erhielt den Orden der Eisernen Krone I. Klasse.